# Gloriosa
『Gloriosa』（グロリオーサ）は、上木彩矢の3枚目のミニアルバム（インディーズミニアルバムを含む）。

## 概要
- エイベックスへの移籍後、初のミニアルバム。
- 初回盤はDVD付き。

## 収録曲
1. Satisfaction
  - 作詞：上木彩矢 / 作曲・編曲：原一博
2. Revolver
  - 作詞：上木彩矢/ 作曲・編曲：原一博

12thシングル。CRゴルゴ13 BACK IN THE BATTLEFIELD　テーマソング
3. Fly a way
  - 作詞：上木彩矢 / 作曲・編曲：森下志音、上木彩矢
4. Truth needs no colors
  - 作詞：上木彩矢/ 作曲：Hiroyuki Fujino /編曲：Akira Murata
5. Lost in the world
  - 作詞：上木彩矢 / 作曲：Naruya Ihashi / 編曲：ats-
6. just go my way
  - 作詞：上木彩矢 / 作曲：Hiroyuki Fujino / 編曲：Akira Murata
7. pop-eyed fish
  - 作曲：上木彩矢 / 作曲：Takumi Ishida / 編曲：Akira Murata

### DVD（初回盤のみ）
1. The Light (MUSIC CLIP)
2. OFF SHOT MOVIE (AYA KAMIKI IN STORE EVENT 2010)
3. AYA KAMIKI PREMIIUM LIVE ＠2010.4.3 DIGEST
Revolver (LIVE Ver.)
4. Revolver (MUSIC CLIP)